# معايير شبيغلبرغ
معايير شبيغلبرغ هي أربعةُ معاييرٍ تُستخدم لتحديد حالات الحمل المنتبذ المبيضي. سُميت نسبةً إلى أوتو شبيغلبرغ.

## الوصف
أربعة معايير للتفرقة بين الحمل المنتبذ المبيضي عن حالات الحمل المنتبذ الأخرى:
1. يقع كيس الحمل في منطقة المبيض.
2. يرتبط الحمل المنتبذ بالرحم عبر الرباط المبيضي.
3. تظهر أنسجة المبيض في جدار كيس الحمل عند الفحص النسيجي.
4. تكون قناة فالوب في الجانب المعني سليمةً.